# Grădiștea (Vâlcea)
Grădiştea è un comune della Romania di 2 994 abitanti, ubicato nel distretto di Vâlcea, nella regione storica dell'Oltenia. Il comune è abbastanza grande ed è diviso in più quartieri: Gradistea, Valea Gradistii, Obislavu, Baiesti e Strachinesti. A Gradistea nei vari quartieri si trovano delle bellissime chiese antiche che sono state mantenute fino ad oggi e ristrutturate. La gente è abbastanza tranquilla e il comune è abbastanza sviluppato.